# پلی‌پلوئید

هاپلوئید، دیپلوئید و پلی‌پلوئید

پلی‌پلوئید (به انگلیسی: Polyploid) جانداران یا سلول‌هایی هستند که دارای بیش از دو سری کروموزوم همتا هستند. دستگی (به انگلیسی: Ploidy) در ژنتیک به‌شمار دسته‌های کروموزوم‌ها گفته می‌شود که با هم جور یا همتا هستند که این کروموزوم‌های جور را، به‌ویژه در برخی از مرحله‌های تقسیم سلول، در کنار هم می‌توان یافت.

## پراکندگی
اغلب یوکاریوت‌ها دیپلوئید هستند یعنی دو دسته کروموزوم مشابه دارند ولی برخی جانداران به ویژه گیاهان پلی پلوئید (دارای سه یا بیشتر دسته کروموزوم مشابه) هستند.
جانورانی مانند کرم‌های پهن، زالو و آرتمیا از این جمله‌اند. در گیاهان ۳۰ تا هشتاد درصد به‌خصوص گیاهان گل‌دار پلی پلوئید هستند.

## انواع
پلی‌پلوئیدی ممکن است طبیعی باشد یا به‌طور مصنوعی ایجاد شود. پلی‌پلوئیدی مصنوعی از طریق وارد کردن شوک‌های محیطی یا استفاده از مواد شیمیایی که مانع از تقسیم کروموزوم‌ها می‌شوند مثل کلشی‌سین (Colchicine) که مانع از تشکیل رشته‌های دوک تقسیم می‌گردد انجام می‌گیرد. امروزه القا پلی‌پلوئیدی با استفاده از مواد شیمیایی جهش‌زا، به عنوان یکی از روش‌های اصلاح گیاهان به‌منظور افزایش قابلیت تولید، مورد استفاده قرار می‌گیرد.
پلی‌پلوئیدی می‌تواند به دو روش به‌وجود آید. در اتوپلی‌پلوئیدی (Autopolyploidy) همهٔ کروموزوم‌ها از یک گونه هستند. در آلوپلی‌پلوئیدی (Allopolyploidy) کروموزوم‌ها شامل هیبریدی از کروموزوم‌های دو گونهٔ متفاوت هستند.